# The Final Frontier
The Final Frontier petnaesti je studijski album heavy metal sastava Iron Maiden. Producirao ga je Kevin Shirley koji je uz Stevea Harrisa pokušao stvoriti zvuk Iron Maidena u studiju kakav je i na koncertu, pa su stoga pjesme malo grublje obrađene, a glas Dickinsona je skoro u potpunosti neproduciran. Neki kritičari nisu bili zadovoljni ovakvom produkcijom, no većina kritičara smatra album fantastičnim te je bio na prvom mjestu u čak 28 država.

## Popis pjesama
| 1.    | »Satellite 15... The Final Frontier« | Adrian Smith, Steve Harris     | 8:40  |
| 2.    | »El Dorado«                          | Smith, Harris, Bruce Dickinson | 6:49  |
| 3.    | »Mother of Mercy«                    | Smith, Harris                  | 5:20  |
| 4.    | »Coming Home«                        | Smith, Harris, Dickinson       | 5:52  |
| 5.    | »The Alchemist«                      | Janick Gers, Harris, Dickinson | 4:29  |
| 6.    | »Isle of Avalon«                     | Smith, Harris                  | 9:06  |
| 7.    | »Starblind«                          | Smith, Harris, Dickinson       | 7:48  |
| 8.    | »The Talisman«                       | Gers, Harris                   | 9:03  |
| 9.    | »The Man Who Would Be King«          | Dave Murray, Harris            | 8:28  |
| 10.   | »When the Wild Wind Blows«           | Harris                         | 10:59 |
| 76:34 |                                      |                                |       |

## Tematika i kontroverze
Steve Harris je u jednom intervjuu izjavio da mu je cilj izdati petnaest albuma, a potpomognuto naslovom samog albuma, smatralo se da je ovo zadnji album sastava, no pet godina kasnije sastav objavljuje novi album "The Book of Souls".
Sama tematika albuma se značajno bazira na znanstvenoj fantastici, no ima i srednjovjekovne tematike. Album tumači svijet svemira, samoće putovanja i povratka kući.

### "Satellite 15"
"Satellite 15" je kontroverzna pjesma koja govori o samoći putovanja u svemiru. Njezina kontraverznost leži u samom načinu skladanja, jer pjesma ima izraženu dionicu na bas-gitari, a glas Dickinsona dolazi iz "udaljenosti". Neki obožavatelji i kritičari govore kako bi album funkcionirao i bez ove skladbe, dok drugi govore kako ih ova skladba savršeno uvodi u album. 

## Osoblje
Iron Maiden
- Bruce Dickinson – glavni vokali
- Dave Murray – gitara
- Adrian Smith – gitara
- Janick Gers – gitara
- Steve Harris – bas-gitara, klavijature, producent
- Nicko McBrain – bubnjevi

Ostalo osoblje
- Kevin Shirley – producent, miksanje
- Jared Kvitka – inženjer
- Terry Manning – studijski tehničar (Compass Point Studios)
- Brent Spear – studijski tehničar (The Cave)
- James McCullagh – asistent (The Cave)
- Philip Scholes – tehničar
- Bob Ludwig – mastering
- Stuart Crouch – dizajn
- Andrew Yap – dizajn
- Anthony Dry – dizajn
- Rob Wallis – dizajn
- Melvyn Grant – ilustracija omota, skice
- John McMurtrie – fotografija
- Rod Smallwood – poslovanje
- Andy Taylor – poslovanje